# Ruellia linifolia
Ruellia linifolia är en akantusväxtart som beskrevs av Raymond Benoist. Ruellia linifolia ingår i släktet Ruellia och familjen akantusväxter. Inga underarter finns listade i Catalogue of Life.